# Live at the Metropolitan Museum of Art
| Оценки критиков | Оценки критиков |
| Источник        | Оценка          |
| --------------- | --------------- |
| AllMusic        | [ 1 ]           |

Live at the Metropolitan Museum of Art — концертный альбом американской певицы Джуди Коллинз, выпущенный 16 октября 2012 года на лейбле Wildflower Records.

## Об альбоме
Этот альбом был записан в храме Дендеры в Метрополитен-музее в Нью-Йорке во время концерта по случаю празднования пятидесятилетия карьеры Джуди Коллинз. Сет-лист включает в себя некоторые из её самых больших хитов, в том числе «Both Sides Now», «Send in the Clowns», «Mr. Tambourine Man» и «The Moon Is a Harsh Mistress» — последняя спета вместе с композитором Джимми Уэббом на фортепиано и бэк-вокале.
Видеозапись выступления транслировалась на канале PBS. Эта специальная телевизионная программа была номинирована на премию New York Emmy Awards и получила бронзовую медаль на международном телевизионном и кинофестивале в Нью-Йорке в 2013 году.

## Отзывы критиков
Том Джурек в своей рецензии для AllMusic отметил, что за прошедшие годы элегантность, таинственность, утонченность и очарование из голоса Джуди Коллинз никуда не пропало, наоборот он заметил, что голос стал богаче, а диапазон расширился. Он также заяивл, что песни, исполняемые десятилетиями, и сегодня звучат без наигранности или намёка на усталость.

## Список композиций
| №                   | Название                               | Автор(ы)                    | Длительность |
| ------------------- | -------------------------------------- | --------------------------- | ------------ |
| 1.                  | «Open the Door»                        | Джуди Коллинз               | 4:35         |
| 2.                  | «Both Sides Now»                       | Джони Митчелл               | 3:19         |
| 3.                  | «Diamonds and Rust»                    | Джоан Баэз                  | 3:48         |
| 4.                  | «Campo de Encino»                      | Джимми Уэбб                 | 4:01         |
| 5.                  | «Pure Imagination»                     | Лесли Брикасс, Энтони Ньюли | 2:37         |
| 6.                  | «Helplessly Hoping»                    | Стивен Стиллз               | 3:28         |
| 7.                  | «Pastures of Plenty»                   | Вуди Гатри                  | 3:48         |
| 8.                  | «In the Twilight»                      | Джуди Коллинз               | 6:29         |
| 9.                  | «Intro to Mr. Tambourine Man» (Spoken) |                             | 0:59         |
| 10.                 | «Mr. Tambourine Man»                   | Боб Дилан                   | 5:00         |
| 11.                 | «The Moon Is a Harsh Mistress»         | Джимми Уэбб                 | 3:31         |
| 12.                 | «Since You’ve Asked»                   | Джуди Коллинз               | 2:47         |
| 13.                 | «Send in the Clowns»                   | Стивен Сондхайм             | 4:48         |
| Общая длительность: | Общая длительность:                    | Общая длительность:         | 49:10        |